# Dimitar Penev
Dimitar Duškov Penev (bulharsky: Димитър Душков Пенев; * 12. července 1945, Mirovjane) je bulharský fotbalový trenér a bývalý fotbalista.
Hrál obránce za PFK CSKA Sofia. Byl na MS 1966, 1970 a 1974 jako hráč a na MS 1994 jako trenér.

## Hráčská kariéra
Dimitar Penev hrál obránce za PFK Lokomotiv Sofia a potom hlavně za PFK CSKA Sofia. S oběma kluby vyhrál celkem 8 titulů (1+7). Byl vyhlášen bulharským fotbalistou let 1967 a 1971.
Odehrál 90 zápasů za bulharskou reprezentaci a vstřelil 2 góly. Účastnil se také 3 mistrovství světa v letech MS 1966, 1970 a 1974.

## Trenérská kariéra
Penev byl trenérem bulharského národního týmu během mistrovství světa v roce 1994, kde se jeho tým dostal do semifinále a poté prohrál zápas o bronz se Švédskem. Byl i na ME 1996.
Několikrát trénoval CSKA Sofii. Získal s ním jako trenér další 3 tituly.

## Úspěchy

### Hráč
Lokomotiv Sofie
- Bulharská liga (1): 1963–64

CSKA Sofie
- Bulharská liga (7): 1965–66, 1968–69, 1970–71, 1971–72, 1972–73, 1974–75, 1975–76
- Bulharský pohár (5): 1965, 1969, 1972, 1973, 1974

Individuální
- Bulharský fotbalista roku (2): 1967, 1971

### Trenér
CSKA Sofie
- Bulharská liga (3): 1986–87, 1988–89, 1989–90
- Bulharský pohár (4): 1987, 1989, 1990, 1999

## Osobní život
Dimitar Penev je strýc bývalého bulharského reprezentanta a reprezentačního trenéra Ljuboslava Peneva.